# Форд-Сіті (Пенсільванія)
Форд-Сіті (англ. Ford City) — місто (англ. borough) в США, в окрузі Армстронг штату Пенсільванія. Населення — 2859 осіб (2020).

## Географія
Форд-Сіті розташований за координатами 40°46′11″ пн. ш. 79°31′59″ зх. д. / 40.76972° пн. ш. 79.53306° зх. д. (40.769615, -79.532999).  За даними Бюро перепису населення США в 2010 році місто мало площу 1,97 км², з яких 1,67 км² — суходіл та 0,30 км² — водойми.

## Демографія
Згідно з переписом 2010 року, у селищі мешкала 2991 особа в 1406 домогосподарствах у складі 782 родин. Густота населення становила 1518 осіб/км².  Було 1644 помешкання (834/км²).
Расовий склад населення:
| - 95,6 % — білих - 2,9 % — чорних або афроамериканців - 0,1 % — корінних американців - 0,1 % — азіатів |

До двох чи більше рас належало 1,2 %. Частка іспаномовних становила 1,1 % від усіх жителів.
За віковим діапазоном населення розподілялося таким чином: 21,2 % — особи молодші 18 років, 58,9 % — особи у віці 18—64 років, 19,9 % — особи у віці 65 років та старші. Медіана віку мешканця становила 42,0 року. На 100 осіб жіночої статі у селищі припадало 86,6 чоловіків;  на 100 жінок у віці від 18 років та старших — 83,4 чоловіків також старших 18 років.
Середній дохід на одне домашнє господарство  становив 51 282 долари США (медіана — 36 071), а середній дохід на одну сім'ю — 56 470 доларів (медіана — 39 764). За межею бідності перебувало 23,5 % осіб, у тому числі 44,6 % дітей у віці до 18 років та 6,4 % осіб у віці 65 років та старших.
Цивільне працевлаштоване населення становило 1432 особи. Основні галузі зайнятості: освіта, охорона здоров'я та соціальна допомога — 28,4 %, виробництво — 19,6 %, роздрібна торгівля — 12,6 %, транспорт — 8,3 %.